# Liceul de Artă „Ioan Sima”
Liceul de Artă „Ioan Sima” este o instituție de educație din Zalău, fiind singura unitate de învățământ cu profil vocațional de artă din județul Sălaj.

## Proveniența numelui
Numele liceului provine de la o figurã luminoasă aparte în pictura românească a veacului trecut, și anume pictorul sălajan, Ioan Sima (1898-1985).

## Istoric
Școala de muzică s-a înființat în anul 1971 sub conducerea și la dorința profesorului dr. Ioan Chezan. A ființat la început pe lângă Școala „Simion Bărnuțiu”, mai apoi pe lângă Liceul Pedagogic din Zalău. Din anul 1972 funcționează ca școală de sine stătătoare sub titulatura de Școala de Muzică și Arte Plastice iar mai apoi în cadrul Școlii Gimnaziale nr. 5 sub formă de clase cu program suplimentar de artă. Din anul 1990 prin decizia Inspectoratului Școlar și a Primăriei Municipiului Zalău se reînființează Școala cu Program de Artă atribuindu-se spațiul în localul din strada Gheorghe Lazăr nr. 3.
În anul 2004 pe structura Școlii cu Program de Artă a luat naștere Liceul de Artă „Ioan Sima”.
Mai apoi s-a stabilit în locația Școlii cu clasele I-VIII „Vasile Goldiș”, Zalău. Școala și mai apoi liceul s-a încadrat în viața culturală a orașului Zalău și județului Sălaj ca o prezență permanentă, aducând prestații de înaltă ținută ale elevilor și profesorilor cu ocazia diverselor manifestări, susținând viața culturală din județ și municipiu.
În data de 1 septembrie 2008 s-a încheiat oficial procesul de unificare a Școlii cu clasele I-VIII Vasile Goldiș, Zalău cu Liceul de Artă „Ioan Sima", sub numele de Liceul de Artă „Ioan Sima".
„Școala și mai apoi liceul s-a încadrat în viața culturală a orașului Zalău și județului Sălaj ca o prezență permanentă.Aducând prestații de înaltă ținută ale elevilor și profesorilor cu ocazia diverselor manifestări, susținând viața culturală din județ și municipiu, am creat brandul Ioan Sima.” Ioan Chezan.
Tot în cadrul liceului își desfășoară activitatea și corul „Camerata Academica Porolissensis”, înființat și dirijat până în prezent de Ioan Chezan, acesta a fost fondat încă din primii ani de existență a învățământului cu profil vocațional din Sălaj. 

## Specializări

### Muzică
- Muzică instrumentală (instrumentele orchestrei simfonice)
- Pian
- Muzică vocală tradițională românească
- Studii teoretice

### Arte plastice
- Pictură
- Grafică
- Sculptură

## Activități extrașcolare
Cercul literar ”Hrană pentru minte și suflet” - coordonator prof. Lucreția Usinevici.
La inițiativa doamnei prof. Mihaela Popa s-a relansat revista ”Amis” la care a colaborat și prof. Simona Ardelean.
”Dor de Eminescu”-șezătoare literară - prof. Lucreția Usinevici